# Сырникова, Евдокия Ивановна
Евдокия Ивановна Сырникова (1918 — 22 апреля 2001) — передовик советского сельского хозяйства, доярка колхоза имени Дзержинского Екатериновского района Саратовской области, Герой Социалистического Труда (1966).

## Биография
Родилась в 1918 году на хуторе Утинов, позже вместе с семьёй переехала в село Михайловка Екатериновского района.
В 1936 году Евдокия Ивановна пришла трудиться дояркой в колхоз имени Дзержинского, где и проработала 35 лет.
За восьмую пятилетку Сырниковой Евдокии Ивановне удалось вручную надоить со своей группы коров почти 180 тонн молока, что, конечно же, было по достоинству оценено вышестоящим руководством.
Указом Президиума Верховного Совета СССР от 22 марта 1966 года за высокие достижения в развитии животноводства и производстве мясо. молока, яиц и шерсти Евдикии Ивановне Сырниковой было присвоено звание Героя Социалистического Труда с вручением ордена Ленина и медали «Серп и Молот».
Именно с достижений Сырниковой началось известное движение «трехтысячниц» в Екатериновском районе Саратовской области. С 1973 года лучшие доярки местных колхозов, получившие в среднем на фуражную корову группы по 3 тысячи и более килограммов молока, награждались районной премией имени Е. И. Сырниковой.
Сырникова Е. И., несмотря на широкую известность и замечательные трудовые достижения, оставалась простой и скромной женщиной. К примеру, очень редко её можно было увидеть на заседаниях, торжественных мероприятиях различных уровней, посвящённых достижениям в сельском хозяйстве. Она работала с необыкновенной любовью к своей нелёгкой профессии и полной самоотдачей.
В 80-90-х гг. прошлого столетия, ежегодно, в Екатериновском районе проводились соревнования среди дояров им. Сырниковой Е. И.
Последние годы жизни проживала в селе Бакуры. Умерла 22 апреля 2001 года. Похоронена на сельском кладбище.

## Награды
- золотая звезда «Серп и Молот» (22.03.1966)
- орден Ленина (22.03.1966)
- другие медали.

## Память
После того, как не стало Сырниковой Е. И., в её честь на базе Бакурской средней школы проводятся ежегодные районные спортивные соревнования по волейболу.